# Lipiniella prima
Lipiniella prima is een muggensoort uit de familie van de dansmuggen (Chironomidae). De wetenschappelijke naam van de soort is voor het eerst geldig gepubliceerd in 1993 door Shilova, Kerkis & Kiknadze.